# Europamästerskapen i friidrott 2024 – Damernas 4 × 100 meter stafett
Damernas 4 × 100 meter stafett vid europamästerskapen i friidrott 2024 avgjordes mellan den 11 och 12 juni 2024 på Olympiastadion i Rom i Italien.
Storbritannien tog guld efter ett lopp på 41,91 sekunder. Silvret togs av Frankrike och bronset togs av Nederländerna.

## Rekord
| Rekord inför EM 2024 | Rekord inför EM 2024                                                          | Rekord inför EM 2024 | Rekord inför EM 2024   | Rekord inför EM 2024 |
| -------------------- | ----------------------------------------------------------------------------- | -------------------- | ---------------------- | -------------------- |
| Världsrekord         | USA (Tianna Madison, Allyson Felix, Bianca Knight, Carmelita Jeter)           | 40,82                | London, Storbritannien | 10 augusti 2012      |
| Europarekord         | Östtyskland (Silke Gladisch, Sabine Rieger, Ingrid Auerswald, Marlies Göhr)   | 41,37                | Canberra, Australien   | 6 oktober 1985       |
| Mästerskapsrekord    | Östtyskland (Silke Möller, Katrin Krabbe, Kerstin Behrendt, Sabine Günther)   | 41,68                | Split, Jugoslavien     | 1 september 1990     |
| Världsårsbästa       | USA (Tamari Davis, Gabrielle Thomas, Celera Barnes, Melissa Jefferson)        | 41,85                | Nassau, Bahamas        | 5 maj 2024           |
| Europaårsbästa       | Storbritannien (Asha Philip, Imani-Lara Lansiquot, Bianca Williams, Amy Hunt) | 42,33                | Nassau, Bahamas        | 4 maj 2024           |

## Program
Alla tider är lokal tid (UTC+1)
| Datum        | Tid   | Omgång      |
| ------------ | ----- | ----------- |
| 11 juni 2024 | 12:30 | Försöksheat |
| 12 juni 2024 | 22:38 | Final       |

## Resultat

### Försöksheat
De tre första i varje heat 0Q0 samt de två snabbast tiderna 0q0 kvalificerade sig för finalen.
| Placering | Heat | Bana | Nation         | Idrottare | Tid   | Noteringar |
| --------- | ---- | ---- | -------------- | --- | ----- | ---------- |
| 1         | 1    | 2    | Storbritannien | Asha Philip, Amy Hunt, Dina Asher-Smith, Desirèe Henry                                                         | 42,25 | 0Q0, 0EB0  |
| 2         | 2    | 8    | Frankrike      | Orlann Oliere, Gémima Joseph, Maroussia Paré, Sarah Richard                                                    | 42,35 | 0Q0, 0SB0  |
| 3         | 2    | 2    | Nederländerna  | Nadine Visser, Marije van Hunenstijn, Minke Bisschops, Tasa Jiya                                               | 42,39 | 0Q0, 0SB0  |
| 4         | 2    | 3    | Tyskland       | Sophia Junk, Nele Jaworski, Gina Lückenkemper, Rebekka Haase                                                   | 42,47 | 0Q0, 0SB0  |
| 5         | 1    | 3    | Schweiz        | Géraldine Frey, Salomé Kora, Léonie Pointet, Sarah Atcho-Jaquier                                               | 42,76 | 0Q0        |
| 6         | 2    | 9    | Belgien        | Rani Vincke, Rani Rosius, Elise Mehuys, Delphine Nkansa                                                        | 42,85 | 0q0, 0SB0  |
| 7         | 1    | 4    | Spanien        | Sonia Molina-Prados, Esther Navero, Paula Sevilla, María Isabel Pérez                                          | 43,00 | 0Q0        |
| 8         | 2    | 5    | Polen          | Krystsina Tsimanouskaja, Monika Romaszko, Magdalena Stefanowicz, Ewa Swoboda                                   | 43,15 | 0q0        |
| 9         | 1    | 5    | Italien        | Irene Siragusa, Dalia Kaddari, Anna Bongiorni, Arianna de Masi                                                 | 43,27 |            |
| 10        | 2    | 4    | Finland        | Petra Häggqvist, Anna Pursiainen, Anniinna Kortetmaa, Lotta Kemppinen                                          | 43,68 | 0SB0       |
| 11        | 1    | 6    | Ungern         | Jusztina Csóti, Anna Luca Kocsis, Gréta Kerekes, Alexa Sulyán                                                  | 43,70 |            |
| 12        | 1    | 7    | Österrike      | Isabel Posch, Magdalena Lindner, Karin Strametz, Viktoria Willhuber                                            | 43,84 | 0NR0       |
| 13        | 2    | 6    | Portugal       | Lorène Bazolo, Rosalina Santos, Lurdes Oliveira, Íris Silva                                                    | 43,85 | 0NR0       |
| 14        | 2    | 7    | Danmark        | Astrid Glenner-Frandsen, Mathilde Kramer, Mette Graversgaard, Klara Skriver Loessl                             | 44,21 | 0SB0       |
| 15        | 1    | 8    | Grekland       | Styliani-Alexandera Michailidou, Elisavet Pesiridou, Rafailia Spanoudaki-Chatziriga, Artemis Melina Anastasiou | 44,23 |            |
| 16        | 1    | 9    | Estland        | Mila Ott, Ann Marii Kivikas, Kreete Verlin, Diana Suumann                                                      | 53,37 |            |

### Final
| Placering | Bana | Nation         | Idrottare                                                                    | Tid   | Noteringar |
| --------- | ---- | -------------- | ---------------------------------------------------------------------------- | ----- | ---------- |
| 1         | 6    | Storbritannien | Dina Asher-Smith, Desirèe Henry, Amy Hunt, Daryll Neita                      | 41,91 | 0EB0       |
| 2         | 5    | Frankrike      | Orlann Oliere, Gémima Joseph, Helene Parisot, Sarah Richard                  | 42,15 | 0SB0       |
| 3         | 7    | Nederländerna  | Nadine Visser, Marije van Hunenstijn, Minke Bisschops, Tasa Jiya             | 42,46 |            |
| 4         | 4    | Tyskland       | Sophia Junk, Lisa Mayer, Gina Lückenkemper, Rebekka Haase                    | 42,61 |            |
| 5         | 9    | Spanien        | Sonia Molina-Prados, Jaël Bestué, Paula Sevilla, María Isabel Pérez          | 42,84 | 0SB0       |
| 6         | 2    | Belgien        | Rani Vicke, Rani Rosius, Elise Mehuys, Janie de Naeyer                       | 43,48 |            |
|           | 3    | Polen          | Krystsina Tsimanouskaja, Monika Romaszko, Magdalena Stefanowicz, Ewa Swoboda | 0DNF0 |            |
|           | 8    | Schweiz        | Géraldine Frey, Salomé Kora, Léonie Pointet, Sarah Atcho-Jaquier             | 0DSQ0 |            |